# Алкабец, Шломо Галеви
Шломо Галеви Алкабец, также Соломон бен-Моисей Галеви Алкабиц (ок. 1505 — ок. 1584), — еврейский литургический поэт и каббалист, живший в Турции и Палестине в XVI веке. Известен своим гимном, восхваляющим наступление субботы, — «Леха доди».

## Биография
Шломо бен-Моше Галеви Алкабец родился около 1505 года в Салониках (Османская империя) в семье евреев, изгнанных из Испании. Отец — раввин Моисей Алкабец. Учился у Йосефа Тайтацака. В возрасте 24 лет женился на дочери богача из Салоников. Вместо свадебного подарка послал своей невесте и её семье книгу «Манот Халеви», законченную им незадолго до этого.
Вскоре после свадьбы переехал в Адрианополь, где написал ряд книг.
Около 1535 года поселился в Сафете, который в то время был центром еврейской мистики, где принялся интенсивно изучать каббалу. К его мнению прислушивались такие знаменитые раввины и каббалисты Сафета, как р. Моше Кордоверо и р. Йосеф Каро.
Шломо Галеви Алкабец скончался приблизительно в 1584 году в Цфате.

## Труды

### Книги
- Толкования к различным частям священного писания:
  - к книге Эсфири,
  - к Песнь песней Соломона
  - к книге Руфи
  - к Псалмам,
  - к книге Иова и др.

- Комментарии к Пасхальной Агаде
- Книги, посвящённые различным аспектам каббалы.

### Гимн «Леха доди»
Гимн, посвящённый встрече субботы с рефреном «Леха́ доди́» («Выйди, друг мой»). Написан акростихом: первые буквы каждого куплета составляют имя автора («ШЛОМО ХАЛЕВИ»). За основу взяты строки из Талмуда:
Рабби Ханина… накануне Субботы говорил: «пойдем навстречу царице-субботе».
Рабби Янай облачался в субботние одежды и говорил: «приди невеста, приди невеста».
Суббота представлена невестой. Гимн выражает страдания еврейского народа в изгнании, тоску и надежду на скорейшее избавление. «Леха доди» входит в молитвенники всех еврейских общин и читается во время молитвы перед наступлением субботы.
Был переведен Гейне на немецкий язык. Гейне по ошибке приписал авторство р. Иехуда Галеви.